# 英倫遊艇會酒店
英倫遊艇會酒店（葡萄牙語：Hotel Marina Clube de Inglaterra），是一間公寓式酒店，位於氹仔島蓮花海濱大馬路西北側，毗鄰皇庭海景酒店和澳門銀河。
2022年6月19日凌晨，新型冠狀病毒感染應變協調中心接鏡湖醫院通知，發現的一例可疑陽性個案。其後疫情出現大爆發，收治陽性確診患者和無症狀感染者的隔離設施不勝負荷。2022年6月22日起被澳門特別行政區政府徵用，用作收治輕症確診患者及無症狀感染者的隔離設施。 該酒店一度被澳門特別行政區政府徵用作“隔離治療酒店”用途，收治在2019冠狀病毒病澳門疫情中感染的無症狀感染者，直至2022年12月16日起因更改醫學觀察政策而結束相關用途。

## 歷史及發展
2022年6月22日澳門新型冠狀病毒感染應變協調中心就本地疫情通報的記者會上，衛生局局長羅奕龍宣佈，因應確診病人數量增加，會將英倫遊艇會酒店 (位於氹仔蓮花海濱大馬路) 用作隔離核酸陽性人士，包括確診患者或無症狀患者，並將於當天傍晚會接受第一批病人。另外，位於澳門蛋的社區治療中心(方艙醫院)各方面已經準備好工作，隨時可根據疫情情況啟動，但會先使用英倫遊艇會酒店。
至於將用作酒店作隔離設施目的，衛生局局長羅奕龍表示，方艙醫院是疫情防控一個手段及目標，根據需求及疫情評估，在有需時已準備好並隨時啓用，但要視乎實際需求。他稱，方艙醫院主要目的是收治症狀中等的患者，若無症狀或症狀很輕的人士，沒有醫療或照顧需求，絕對可透過在酒店房間形式居住。他認為，在目前可透過酒店房滿足需求時，期望現階段以酒店房形式為先，倘疫情進一步變化，政府啟動容量更大的地方即方艙醫院。
2022年8月2日，澳門旅遊局公佈部分酒店用作隔離設施的情況，其中該酒店繼續作為隔離設施，收治2019冠狀病毒病澳門疫情中的無症狀感染者，直至2022年未結束有關措施。

## 事件

### 2022年8月19日閉環人員感染2019冠狀病毒病事件
2022年8月19日，新型冠狀病毒感染應變協調中心通報，一名於該酒店接受閉環管理的工作人員於同年8月18日經核酸檢測結果呈陽性，該名人士為層保安，負責派餐、派發物資和樓層的巡視工作。接報後衛生局已即時開展調查和進行防範性措施，包括界定接觸者並安排醫學觀察。
對於繼金寶來酒店後又一宗隔離酒店設施閉環工作人員陽性感染事件，社會文化司司長歐陽瑜在2022年8月19日的立法會會議中場休息期間接受傳媒訪問，她表示，有關酒店在各防疫環節上未見有明顯錯誤，未來會加強相關人員培訓，避免再出現同樣情況。而有關感染源頭方面暫時未知，亦未有其他員工受感染。據了解酒店的防疫措施一直做得不錯，員工有獨立休息室、獨立進食，每更員工也是單獨完成工作。但至於為何會出現員工染疫情況，她指，因該酒店員工所服務的都是受感染的人士，當然有關染疫人士最理想是收治在負壓病房，但因最近一段時間回澳人士較多，由新加坡前往澳門的酷航直航航班一周提供三班，每班乘客超過100人，其中一日的感染旅客更超過10人，而澳門的負壓病房有限，山頂醫院亦用於收治較高危和緊急醫療需要的病人，因此需用醫學酒店安置無症狀人士入住。歐陽瑜續稱，是次該名不慎染疫的保安主要負責送餐和收垃圾，可能在收垃圾和穿脫防護衣時不慎感染，但酒店在各防疫環節上未見有明顯錯誤。她又指，當局會未來加強相關工作人員的培訓工作。

## 鄰近地點
- 皇庭海景酒店
- 澳門銀河
- 澳門百老匯
- 蓮花單車徑

## 外部連結
- 英倫遊艇會官方網站 （页面存档备份，存于）